# چشمه جوشک
چشمهٔ جوشک یکی از چشمه‌های طبیعی استان فارس می‌باشد که در «شهرک قصرقمشه» و در پیرامون شهر شیراز واقع شده‌است. این چشمه رودخانهٔ «اعظم» را تشکیل می‌دهد که آب آن باغ‌های  «قصردشت»، «قصرقمشه» و «منصورآباد» را آبیاری می‌کند.